# El Bosque (Cádiz)
El Bosque ist ein Dorf und eine südspanische Gemeinde (municipio) mit 2.249 Einwohnern (Stand: 2024) im Nordosten der Provinz Cádiz in der Autonomen Region Andalusien. Es gehört zu den weißen Dörfern von Cádiz.

## Geografie
Die Gemeinde liegt im hügeligen Norden der Provinz Cádiz innerhalb des Naturschutzparks Sierra de Grazalema. Sie grenzt an Arcos de la Frontera, Benaocaz, Grazalema, Prado del Rey und Zahara de la Sierra.

## Bevölkerungsentwicklung
| Jahr      | 1842 | 1900 | 1950 | 2000 | 2020 |
| Einwohner | 1001 | 1190 | 1728 | 1922 | 2225 |

Trotz der zunehmenden Mechanisierung der Landwirtschaft, der Aufgabe bäuerlicher Kleinbetriebe und dem daraus entstandenen Mangel an Arbeitsplätzen auf dem Lande ist die Einwohnerzahl der Gemeinde seit den 1950er Jahren leicht gestiegen.

## Geschichte
Die Ortschaft geht auf das 16. Jahrhundert zurück. 1815 wurde ihr das Stadtrecht verliehen.